# Praça Tiradentes (Belo Horizonte)
La Praça Tiradentes (Piazza Tiradentes) è uno slargo nella città di Belo Horizonte. Si trova alla confluenza tra i viali Afonso Pena e Brasil, nel quartiere Funcionários.
Nel luogo si trova una statua che omaggia il martire della cospirazione mineira, Joaquim José da Silva Xavier, detto "Tiradentes". Vi è prevista l'installazione di una stazione della linea 3 della metropolitana di Belo Horizonte.

## Storia
La piazza fu inaugurata il 20 agosto 1962, durante il mandato del sindaco della capitale di Minas Gerais, Amintas de Barros, ma senza che fosse pronto il monumento al patriota, usando perciò una replica in gesso, in una cerimonia alla quale parteciparono il governatore e l'arcivescovo coadiutore.
Realizzata in bronzo dall'artista Antônio van der Weill, finalmente la statua fu collocata  su un basamento nuovo il 5 gennaio dell'anno successivo; alta sei metri e mezzo d'altezza e con un peso di 1400 chili, l'opera corresse gli errori della replica in gesso. Data l'importanza della rappresentazione storica del monumento, dal 1995 la soprintendenza per la pulizia urbana del comune di Belo Horizonte effettua annualmente la pulitura della statua, sempre il 21 di aprile (il giorno della morte del patriota).
Nel tempo la piazza divenne teatro di proteste popolari: degli esempi sono la manifestazione studentesca svoltasi nel 2010, che lamentavano ironicamente l'inquinamento visivo fatto dai politici attraverso dei "cavalletti" propagandistici, oppure quella organizzata dagli impresari contro le troppe tasse in Brasile, prendendo un "libro" di sette tonnellate e mezzo contenente parte delle leggi tributarie del paese, e furono installate varie forche, ognuna delle quali rappresentava una tassa che era stata imposta ai brasiliani.